# Tetramerium
Tetramerium là chi thực vật có hoa trong họ Acanthaceae.